# Zahra (patronyme)
Pour les articles homonymes, voir Zahra.
Pour l’article ayant un titre homophone, voir Zara.
Cet article possède des paronymes, voir Zahara, Zohra, Sarah et Sara.
Cette page présente le nom de famille Zahra ainsi que ses variantes.
Zahra est un patronyme d'origine arabe ; il est présent dans le sous-continent indien, dans le monde arabe, en Indonésie, en Iran, au Tchad et à Malte.

## Étymologie
Le nom peut dériver de l'arabe zahra (زهرة), « fleur » et par extension, « belle ». C'est notamment le surnom de Fatima, fille du prophète de l'islam Mahomet et de sa première femme Khadija.
Une autre étymologie possible est zahra (زهراء), « brillante, lumineuse, resplendissante », substantif féminin de azhar (اظہر), « brillant, lumineux ».
Zahra est également le nom arabe de la planète Vénus (Al-Zahra).

## Distribution du patronyme dans le monde
Selon le site Forebears, en 2014, il y avait dans le monde 145 063 personnes qui portaient ce nom, dont 79 457 au Pakistan. Dans le monde arabe, il se rencontre surtout en Égypte et au Maroc.

La présence du nom de famille Zahra à Malte est attestée en 1480 sous la forme Zahara, notamment dans le village d'Ħal Tarxien.
| Pays            | Nombre de personnes portant ce patronyme (2014) |
| --------------- | ----------------------------------------------- |
| Pakistan        | 79 457                                          |
| Égypte          | 12 257                                          |
| Maroc           | 10 001                                          |
| Indonésie       | 8 412                                           |
| Syrie           | 6 173                                           |
| Algérie         | 5 266                                           |
| Iran            | 4 299                                           |
| Bangladesh      | 2 750                                           |
| Inde            | 1 814                                           |
| Arabie saoudite | 1 808                                           |
| Malte           | 1 593                                           |
| Tunisie         | 1 453                                           |
| Australie       | 1 225                                           |
| Malaisie        | 734                                             |
| États-Unis      | 667                                             |

## Personnalités portant ce patronyme
- Voir la liste dans Zahra